# Dave Barry
David Barry, Jr. (Armonk, Nueva York; 3 de julio de 1947) es un autor de superventas estadounidense y humorista ganador de un Premio Pulitzer que escribió una columna distribuida a escala nacional para The Miami Herald de 1983 a 2005.

## Biografía
Barry nació en Armonk, Nueva York, donde su padre, David Barry, Sr., era un pastor presbiteriano. Se educó en Pleasantville High School donde fue elegido payaso de la clase en 1965. Se licenció en inglés en el Haverford College en 1969. 
Como hijo de un pastor y alumno de una escuela afiliada a los cuáqueros, Barry evitó el servicio militar durante la guerra de Vietnam registrándose como objetor de conciencia religioso.
Barry y su primera esposa, Beth, tuvieron un hijo, Robert, en 1980. Los Barry se divorciaron a mediados de los años 1990. En 1996, Barry se casó con la periodista deportiva de The Miami Herald Michelle Kaufman; tuvieron una hija, Sophie, en 2000. Todos son mencionados con regularidad en las columnas de Barry, aunque su divorcio no fue nunca mencionado. Sin embargo, el encuentro inicial y el noviazgo de Barry con Michelle generalmente se piensa que fueron exagerados en un epílogo de su libro Dave Barry in Cyberspace, pero con los nombres cambiados: Barry se presenta como 'RayAdverb' (un anagrama de 'Dave Barry'), y Michelle está representada por 'MsPtato'.

## Trayectoria
Comenzó como reportero con el Daily Local News, en West Chester (Pensilvania), donde «cubrió una serie de encuentros municipales increíblemente aburridos, algunos de los cuales siguen sucediendo».
En 1975, se unió a Burger Associates, una firma consultora. Enseñó escritura eficaz a gente de negocios. En sus palabras, «gastó casi ocho años intentando conseguir que varias personas de negocios... no escribieran cosas como 'Por favor encontrará adjuntados los documentos adjuntos', pero... al fin esto era desesperante».
En 1983, fue contratado por Gene Weingarten como columnista de humor para el The Miami Herald. Ganó un Premio Pulitzer a la Narración en 1988, «por su uso consistentemente eficaz del humor como un mecanismo para presentar una visión fresca de preocupaciones serias».
Para una convención de la American Booksellers Association en 1992, varios autores incluyendo a Barry formaron una banda para la caridad: Rock Bottom Remainders (remainder es un término de la industria editorial para un libro que no vende). Los miembros de la banda, que alguna veces incluían a Stephen King, Amy Tan, Ridley Pearson, Mitch Albom, Kathi Goldmark, Roy Blount Jr., Barbara Kingsolver y Matt Groening, que «no son hábiles musicalmente, pero son extremadamente ruidosos», según Barry. La gira de carretera de la banda tuvo como consecuencia el libro Mid-Life Confidential: The Rock Bottom Remainders Tour America with Three Chords and an Attitude, ya descatalogado.
La CBS emitió la comedia de situación Dave's World durante cuatro temporadas, de 1993 a 1997, basada en los libros Dave Barry Turns 40 y Dave Barry's Greatest Hits, protagonizada por Harry Anderson como Barry, y DeLane Matthews como su esposa, Beth. En uno de los primeros episodios, Barry apareció como cameo. El programa fue cancelado poco después de haberse movido el horario de emisión de lunes a la franja de noche del viernes.
Se hizo una película de la primera novela de Barry, Big Trouble; dirigida por Barry Sonnenfeld, protagonizada por Tim Allen, Rene Russo y el alumno de Dave's World Patrick Warburton, con un cameo de Barry. La película se debía lanzar a finales de 2001, pero fue pospuesta poco después de los atentados del 11 de septiembre de 2001 porque la historia involucraba el contrabando de armas nucleares en un avión.
Artículos escritos por Barry han aparecido en publicaciones como Boating, Home Office Computing y Reader's Digest, además de la serie de libros inspiradores como Chicken Soup for the Soul. Una de sus columnas fue usada como la introducción del libro Pirattitude!: So You Wanna Be a Pirate? Here's How! (ISBN 0-451-21649-0), una continuación de la intención de Barry de crear el Día internacional para hablar como un pirata.
Barry ayuda a organizar el Herald Hunt, antes el Tropic Hunt, un rompecabezas anual en Miami.
El 20 de octubre de 2004, anunció que se tomaría una ausencia indefinida de por lo menos un año de su columna semanal de humor con el Herald para poder pasar más tiempo con su familia. Dijo que continuaría escribiendo libros para niños y de humor y trabajando en la filmación de la adaptación a pantalla de su libro, Dave Barry's Complete Guide to Guys, estrenada en 2005; se estrenó en varios festivales de cine, con críticas mediocres, y está disponible en DVD, aunque un estreno en salas comerciales parece poco probable. 
El 28 de diciembre de 2005, dijo en una entrevista con Editor and Publisher que no reanudaría su columna semanal, aunque continuaría algunos escritos como su guía de regalos anual, se resumen del año, su weblog, así como algún artículo o columna ocasional.

## Estilo
Barry ha definido el sentido del humor como «una medida del grado en que nos damos cuenta que estamos atrapados en un mundo casi desprovisto de razón. La risa es como expresamos la ansiedad que sentimos con este conocimiento».
Cuando distingue los hechos de las hipérboles, afirma: «No me estoy inventando esto». Entre sus temas favoritos están las explosiones o los incencios de cosas (vacas, ballenas, aspiradoras, inodoros, Pop-Tarts, muñecas Barbie, etc.), la falta de inteligencia de los perros, el blogging en directo de la serie de televisión 24 y estudios gubernamentales divertidos.[cita requerida]
Lideró la lucha para salvar el artículo «Exploding cow» en la Wikipedia en inglés,[cita requerida] pero otros miembros de la comunidad borraron la entrada. También tiene inclinaciones políticas libertarias. Etiqueta varios mensajes en su blog con largas abreviaturas, como OIYDWYMTTY(NY)G (or if you don't want your mom to think you're (not your) gay) y WBAGNFARB (would be a good name for a rock band), sin duda burlándose de las innecesarias y largas abreviaturas en Internet.[cita requerida]
La frase «sería un buen nombre para una banda de rock» es una observación que a menudo aplica a frases que aparecen en sus escritos, como «The Moos of Derision», «Decomposing Tubers», y «Hearty Polyp Chuckles». De acuerdo con esto, el sitio web de Barry contiene una lista bastante considerable de frases que serían un buen nombre para una banda de rock.

## Curiosidades
- Desde por lo menos 1986, sus citas han sido incluidas en recopilaciones del programa fortune de Unix.
- Tiene una subestación de bombeo de aguas residuales nombrada en su honor en Grand Forks (Dakota del Norte). Este acontecimiento está documentado en su libro Boogers Are My Beat.
- Hay una referencia a Barry en el primer nivel del juego de ordenador Deus Ex. Allí el jugador puede encontrar y leer un periódico con una editorial al estilo de Barry por un columnista de ficción llamado “Dave Warry”.
- En un episodio de Los Simpson, Marge Simpson, atrapada por el tráfico, se niega a cambiar de carril, diciendo que «una vez que me mueva al otro carril, esto comenzará a moverse. Erma Bombeck lo dice y Dave Barry está de acuerdo». También se le menciona cerca del final del episodio «Margie, ¿puedo acostarme con el peligro?».
- En un episodio de Mystery Science Theater 3000, se ve a un hombre corriendo a través de la lluvia con un periódico sobre su cabeza como un paraguas improvisado. Crow T. Robot comenta «Va a tener a Dave Barry por toda su cabeza».
- A la sugerencia del Juez John Paul Stevens, Barry una vez escribió una columna sobre el producto antiflatulencia Beano.[9]
- Barry una vez recogió a su hijo Rob de la Junior High School conduciendo el Wienermobile de Oscar Mayer.[cita requerida]

## Obras

### Películas
- Big Trouble (2002)
- Dave Barry's Complete Guide to Guys (2005)

### Ficción
- Big Trouble  (1999)
- Tricky Business (2002)
- Peter and the Starcatchers  (2004, con Ridley Pearson)
- Peter and the Shadow Thieves (2006, con Ridley Pearson) ISBN 0-7868-3787-X
- Escape From the Carnivale (2006, con Ridley Pearson) ISBN 0-7868-3789-6
- The Shepherd, the Angel, and Walter the Christmas Miracle Dog (2006)

### No ficción
- The Taming of the Screw (1983)
- Babies and Other Hazards of Sex: How to Make a Tiny Person in Only 9 Months With Tools You Probably Have Around the Home (1984)
- Stay Fit and Healthy Until You're Dead (1985)
- Claw Your Way to the Top: How to Become the Head of a Major Corporation in Roughly a Week (1986)
- Dave Barry's Guide to Marriage and/or Sex (1987)
- Homes and Other Black Holes (1988)
- Dave Barry Slept Here: A Sort of History of the United States (1989)
- Dave Barry Turns 40 (1990)
- Dave Barry's Only Travel Guide You'll Ever Need (1991)
- Dave Barry's Guide to Life (1991) incluye Dave Barry's Guide to Marriage and/or Sex, Babies and Other Hazards of Sex, The Taming of the Screw y Claw Your Way to the Top
- Dave Barry Does Japan (1992)
- Dave Barry's Gift Guide to End All Gift Guides (1994)
- Dave Barry's Complete Guide to Guys (1996)
- Dave Barry in Cyberspace (1996)
- Dave Barry's Book of Bad Songs (1997)
- Dave Barry Turns 50 (1998)
- Dave Barry Hits Below the Beltway: A Vicious and Unprovoked Attack on Our Most Cherished Political Institutions (2001)
- "My Teenage Son's Goal in Life is to Make Me Feel 3,500 Years Old" and Other Thoughts On Parenting From Dave Barry (2001)
- "The Greatest Invention In The History Of Mankind Is Beer" And Other Manly Insights From Dave Barry (2001)
- Dave Barry's Money Secrets (2006)

### Columnas recopiladas
- Dave Barry's Bad Habits: A 100% Fact-Free Book (1987)
- Dave Barry's Greatest Hits (1988)
- Dave Barry Talks Back (1991)
- The World According to Dave Barry (1994) incluye Dave Barry Talks Back y Dave Barry's Greatest Hits
- Dave Barry is NOT Making This Up (1995)
- Dave Barry Is from Mars and Venus (1997)
- Dave Barry Is Not Taking This Sitting Down (2000)
- Dave Barry: Boogers Are My Beat (2003)

### Colaboraciones
- Mid-Life Confidential: The Rock Bottom Remainders Tour America With Three Chords and an Attitude (1994) con Stephen King, Kathi Kamen Goldmark, Al Kooper, Ridley Pearson, Roy Blount, Jr., Joel Selvin, Amy Tan, Dave Marsh, Tad Bartimus, Matt Groening, Greil Marcus, Tabitha King, Barbara Kingsolver, Michael Dorris
- Naked Came the Manatee (1998) con Carl Hiaasen, Elmore Leonard, James W. Hall, Edna Buchanan, Les Standiford, Paul Levine, Brian Antoni, Tananarive Due, John Dufresne, Vicki Hendricks, Carolina Hospital, Evelyn Mayerson

### Grabaciones de audio
- A Totally Random Evening With Dave Barry (1992)